# Ulica Zwycięstwa (Gliwice)

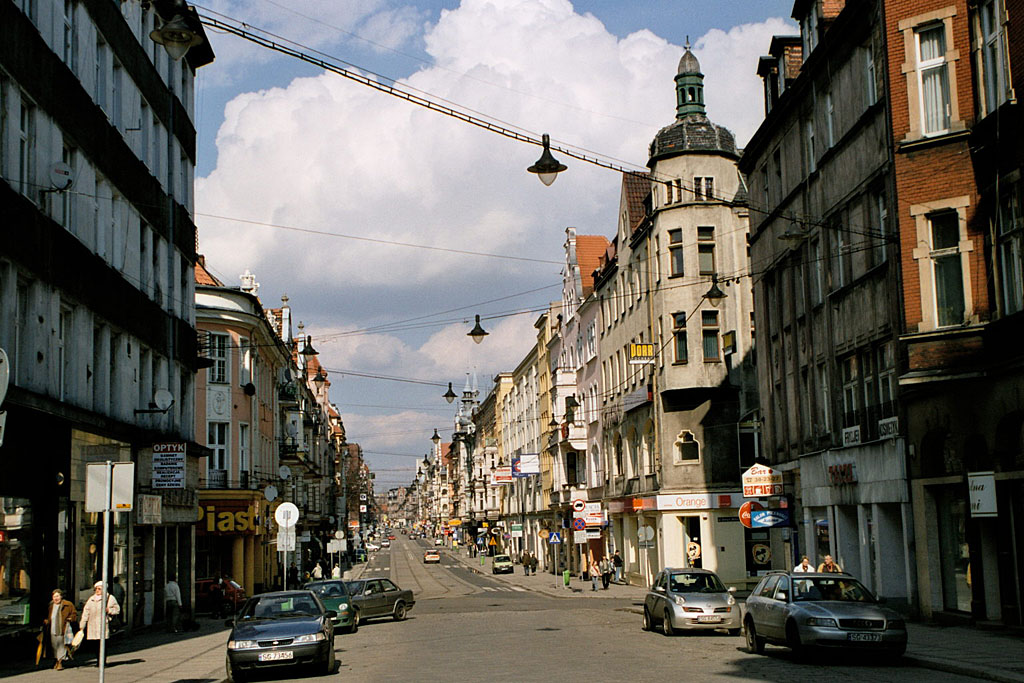
Zwycięstwa

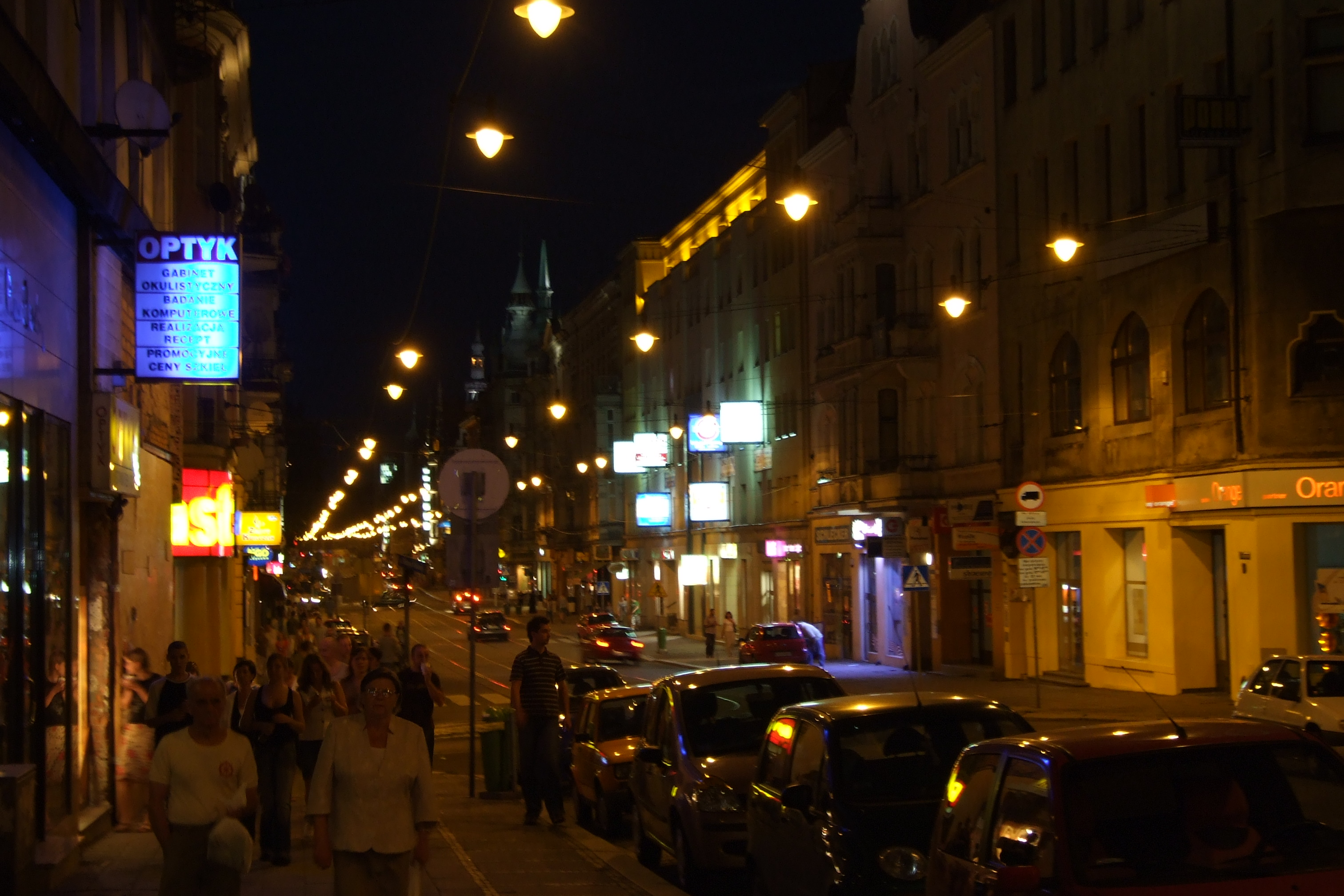
Zwycięstwa nachts

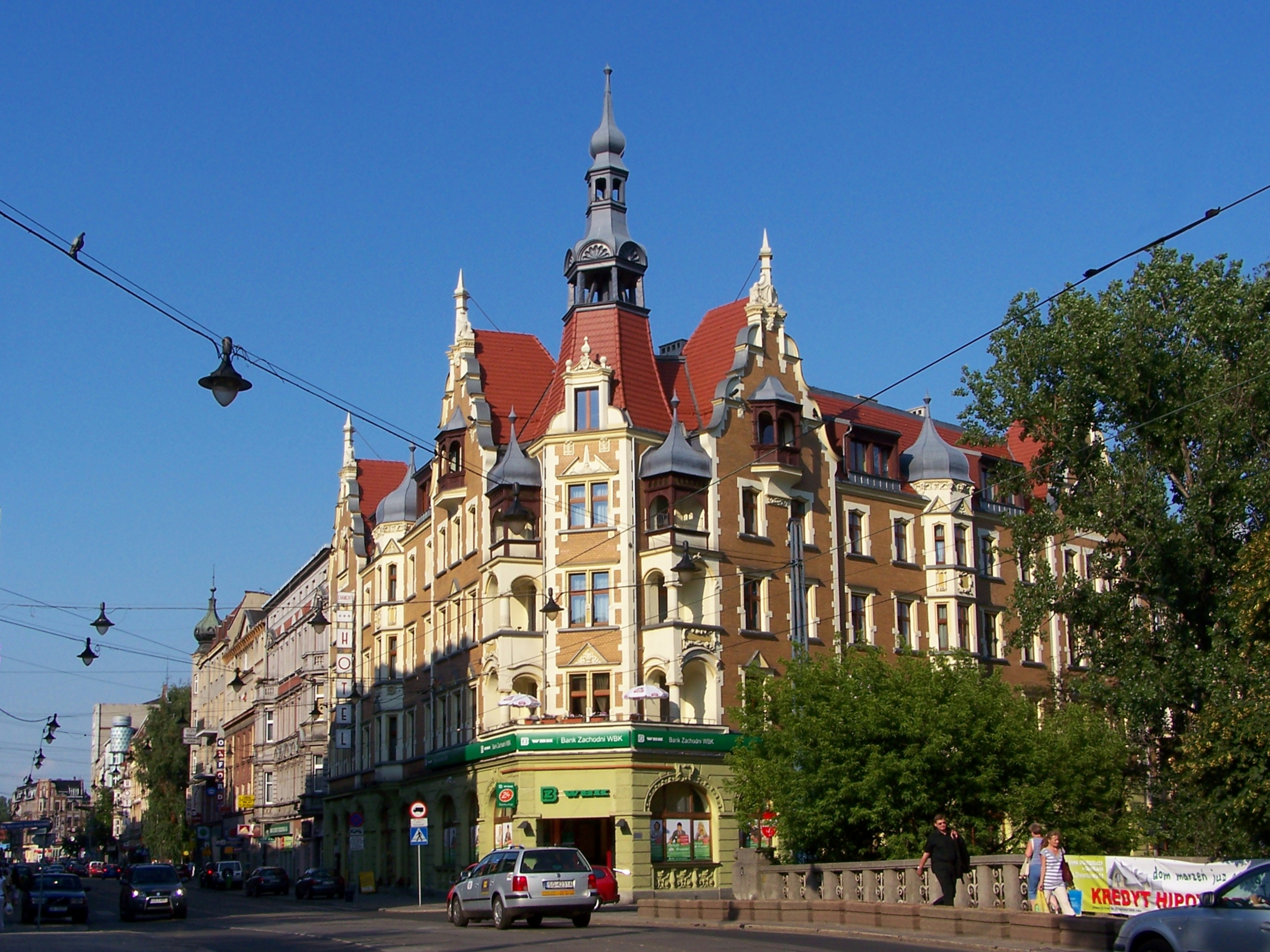
Der Schlesische Hof

Die Zwycięstwa ist eine Haupt- und Geschäftsstraße in der Innenstadt von Gliwice (Gleiwitz).
Die Zwycięstwa, die ehemalige Wilhelmstraße, verläuft in Südwest-Nordost-Ausrichtung vom Hauptbahnhof bis zum Ring. Die ca. 1 Kilometer lange Straße ist an das Straßengitter der Altstadt ausgerichtet und verläuft parallel zur Dworcowa (Bahnhofstraße). Markante Wahrzeichen der Zwycięstwa sind die Türmchen und Hauben der Häuser.

## Geschichte
Erste Pläne zum Bau der Wilhelmstraße gab es im Bebauungsplan der Stadt Gleiwitz von 1876/1877. An der Stelle der späteren Wilhelmstraße befand sich bereits ein Weg. Die Wilhelmstraße sollte erstmals eine direkte Verbindung zwischen der Altstadt mit dem Ring zum Bahnhof schaffen. Dieser wurde bereits durch die Bahnhofstraße und die Neudorfer Straße angebunden, diese befand sich jedoch weiter östlich vom Bahnhof und der Altstadt. Das Gelände nördlich der Altstadt wurde bereits von den Einwohnern für Naherholung und Landwirtschaft genutzt. Außerdem befanden sich in diesem Bereich bis in die 1880er zahlreiche Bürgergärten, welche erstmals nach dem Abriss der Stadtmauer entstanden sind.
Eine Vorgabe beim Bau der Straße war die Mindestbreite von 20 Metern.
Während ihrer Entstehung kreuzte die Wilhelmstraße ursprünglich drei Gewässer, den Klodnitzkanal und zwei Arme der Klodnitz. Der Klodnitzkanal und ein Klodnitzarm (Wiener Bach) wurden Anfang des 20. Jahrhunderts trockengelegt. Im Bereich des Klodnitzkanals befand sich östlich der Wilhelmstraße der Gleiwitzer Hafen.
An der Wilhelmstraße wurden eine Vielzahl Hotels erbaut, u. a. der Schlesische Hof und das Haus Oberschlesien.
1945 wurde die Wilhelmstraße mit der Schützenstraße in ul. Zwycięstwa (Siegesstraße) umbenannt.

## Bebauung, Gebäude
| Westliche Straßenseite | Östliche Straßenseite                                                                  |
| --- | -------------------------------------------------------------------------------------- |
| - Haus-Nr. 65 – Biprohut - Promenadenweg - Haus-Nr. 37 – Seidenhaus Weichmann - Haus-Nr. 23 – Kaufhaus Defaka - Klodnitz - Haus-Nr. 21 – Haus Oberschlesien, heute Stadtverwaltung - Haus-Nr. 19 – ehem. Deutsche Bank, ehem. Schlesischer Bankverein | - OEW - Schlesischer Hof, ul. Kłodnicka - Klodnitz - Haus-Nr. 28 – ehem. Dresdner Bank |